# Боу (река)
Боу (енгл. Bow River) је река која протиче кроз јужне делове канадске провинције Алберта. Истиче из термалног басена истоименог глечера на Стеновитим планинама на висини од 1.960 метара, тече ка истоку кроз питому прерију и стапа се са реком Олдмен након 587 км тока градећи тако реку Јужни Саскачеван. У горњем делу тока река протиче кроз истоимено глацијално језеро, а у средњем делу тока је вештачко језеро Гоуст. Горњи део корита налази се у границама националног парка Банф.
Басен реке Боу има површину од 26.200 км². Укупан пад је 1.260 метара, што у просеку чини 2,14 м/км тока.
Припадници аутохтоних првих народа реку су звали Makhabn што у буквалном преводу означава реку дуж које расте трска за стреле. Наиме локални народи су од трске са њених обала израђивали лукове и стреле које су користили за лов. Први Европљани који су открили ову реку били су трговац крзнима Џејмс Гади и истраживач Дејвид Томпсон који су провели зиму 1787/88 на обалама ове реке.
Воде реке се данас користе за наводњавање пољопривредних површина и снабдевање насеља питком водом. У периоду између 1910. и 1960. дуж Боа и његових притока изграђене су бројне мање хидроелектране које електричном енергијом снабдевају околна насеља.
Најважнија насеља која леже на њеним обалама су Лејк Луиз, Банф и Калгари.